# Орден Святого равноапостольного Николая, архиепископа Японского
Орден Святого равноапостольного Николая, архиепископа Японского — орден Русской православной церкви, учреждён решением Священного синода Русской православной церкви 6 сентября 2012 года, в преддверии визита Патриарха Московского и Всея Руси Кирилла в Японию, намеченного на 14—18 сентября 2012 года. Назван в честь святого Николая Японского, в ознаменование 100-летия со дня его преставления. Миссионер, просветитель Японии, прославлен Синодом Русской православной церкви 10 апреля 1970 года.

## Статутордена
Орденом награждаются:
- Архиереи, клирики, монашествующие и миряне Русской православной церкви и поместных православных церквей за миссионерское и просветительское служение.
- Видные государственные и общественные деятели за оказание помощи в миссионерском и просветительском служении.

Орденский праздник — 16 февраля (3 февраля ст. ст.) в день памяти преставления святого.
Ордену определён кафедральный собор Воскресения Христова (Николай-До) в Токио.
В соборе должны храниться:
- орденское знамя,
- списки кавалеров,
- регалии ордена.

Собор имеет право использовать орденскую символику в различных элементах декорации, росписи и орнамента.
Кавалеры ордена должны способствовать миссионерской деятельности, просветительству, переводу и изданию памятников библейской и святоотеческой письменности на языки других народов.
Орден имеет три степени. Настоятель Воскресенского собора в Токио награждается орденом I степени по должности.

## Описание ордена

### 1 степень
Знак
Знак ордена представляет собой позолоченный четырёхконечный крест, ветви которого сужаются от центра к вершинам и покрыты белой эмалью. В центре креста расположен круглый медальон с рельефной позолоченной монограммой «СН» (святитель Николай). Медальон окантован выпуклым рантом. Вокруг медальона расположен пояс, покрытый красной эмалью, со стилизованным девизом: ОТ ВОСТОК СОЛНЦА ДО ЗАПАД ХВАЛЬНО ИМЯ ГОСПОДНЕ. В нижней части пояса помещён разделительный знак «•». Пояс окаймлен рантом, покрытым белой эмалью и украшенным фианитами. Знак посредством ушка и кольца крепится к орденской ленте. На обратной стороне Знак ордена имеет номер, зарегистрированный в Комиссии по наградам. Знак изготавливается из серебра с позолотой и холодной эмалью.
Размеры знака ордена: 55×55 мм.
Звезда
Звезда ордена имеет двенадцать лучей, каждый из которых усеян 6 фианитами. Между украшенными фианитами лучами расположено по 3 золотых гладких луча округлой формы меньшего размера. Каждый золотой луч имеет углублённую насечку по центру, идущую вдоль всего луча. В центре звезды — круглый медальон с образом на жёлтом фоне, выполненный в технике художественной финифти. В правой руке у святителя жезл с сулком, в левой — открытое Евангелие. Изображение поясное. По сторонам, над плечами, имеются изображения: слева — гора, справа — храм Николай-До. Вокруг медальона расположен пояс, покрытый красной эмалью. Внутри пояс разделён двумя знаками «•» на две части — верхнюю и нижнюю. В нижней части пояса имеется стилизованная надпись СВ. РАВН. НИКОЛАЙ АРХИЕП. ЯПОНСКИЙ (святой равноапостольный Николай, архиепископ Японский). В верхней части пояса аналогичная надпись на японском языке. Пояс окаймлен рантом, покрытым белой эмалью. На обратной стороне звезда ордена имеет номер, зарегистрированный в Комиссии по наградам. Звезда изготавливается из серебра с позолотой и холодной эмалью.
Размеры звезды ордена: 80×80 мм. Крепление — булавка.
Лента
Лента ордена шёлковая муаровая, шириной 100 мм, белая, с двойной красной каймой по краям и широкой красной полосой по центру. В месте крепления к ленте знака ордена расположен кавалерский бант.
Планка
Планка ордена представляет собой прямоугольную металлическую пластину, обтянутую орденской лентой. В центре планки расположена миниатюрная двенадцатиконечная золоченая звезда ордена. Размеры планки ордена: 28×14 мм. Крепление — булавка.

### 2 степень
Знак
Знак ордена представляет собой позолоченный четырёхконечный крест, ветви которого сужаются от центра к вершинам и покрыты белой эмалью. В центре креста — круглый медальон с образом святого. В правой руке у него жезл с сулком, в левой — открытое Евангелие. Изображение поясное. По сторонам, над плечами, имеются изображения: слева — гора, справа — храм Николай-До. Вокруг медальона расположен пояс, покрытый красной эмалью. Внутри пояс разделён двумя знаками «•» на две части — верхнюю и нижнюю. В нижней части пояса имеется стилизованная надпись СВ. РАВН. НИКОЛАЙ АРХИЕП. ЯПОНСКИЙ (святой равноапостольный Николай, архиепископ Японский). В верхней части пояса аналогичная надпись на японском языке. Пояс окаймлен рантом, покрытым белой эмалью. Знак посредством ушка, кольца и треугольной рамки крепится к орденской ленте. На обратной стороне Знак ордена имеет номер, зарегистрированный в Комиссии по наградам. Материалы: серебро с позолотой, холодная эмаль. Размеры знака ордена: 55×55 мм.
Звезда
Звезда Ордена имеет двенадцать вызолоченных лучей, каждый из которых украшен шестью выпуклыми разноразмерными горошинами. Между украшенными лучами расположено по 3 серебряных гладких луча округлой формы, но меньшего размера. Каждый серебряный луч имеет углублённую насечку по центру, идущую вдоль всего луча. В центре звезды — круглый медальон с рельефной позолоченной монограммой «СН» (святитель Николай). Медальон окантован выпуклым рантом. Вокруг медальона расположен пояс, покрытый красной эмалью, со стилизованным девизом: ОТ ВОСТОК СОЛНЦА ДО ЗАПАД ХВАЛЬНО ИМЯ ГОСПОДНЕ. В нижней части пояса помещён разделительный знак «•». Пояс окаймлен рантом, покрытым белой эмалью. На обратной стороне Звезда ордена имеет номер, зарегистрированный в Комиссии по наградам. Материалы: серебро с позолотой, холодная эмаль. Размеры Звезды ордена: 80×80 мм. Крепление — булавка.
Лента
Лента ордена шелковая муаровая, шириной 100 мм, белая, с двойной красной каймой по краям и широкой красной полосой по центру. Непосредственно к ленте крепится знак ордена.
Планка
Планка ордена аналогична планке ордена I степени, но в центре планки расположена миниатюрная серебряная звезда ордена.

### 3 степень
Знак
Знак ордена такой же, как и знак II степени.
Планка
Планка ордена такая же, как и у I и II степени, только в её центре расположен миниатюрный знак ордена III степени.

## Правила ношения
Лента ордена I степени носится светскими лицами чрез правое плечо, архиереями и клириками — на шее. Лента ордена II степени носится на шее. III степень ордена ленты не имеет.
Звезда ордена I степени носится на левой стороне груди и при наличии других орденов РПЦ располагается после ордена Святителя Иннокентия, митрополита Московского, I степени. Звезда ордена II степени носится аналогично звезде первой степени, но после ордена Святителя Иннокентия II степени. III степень ордена звезды не имеет.
Знак ордена III степени носится на левой стороне груди и при наличии других орденов РПЦ располагается после ордена святителя Иннокентия, митрополита Московского, III степени.
Планка ордена может носиться кавалерами на повседневной одежде, и располагается в таких случаях на левой стороне груди. При наличии других орденов РПЦ планка ордена I степени располагается после планки ордена Святителя Иннокентия, митрополита Московского, I степени, планка ордена II степени, после планки ордена св. Иннокентия II степени, а планка ордена III степени располагается после планки ордена Святителя Иннокентия, митрополита Московского, III степени.